# Sân bay quốc tế Long Loan Ôn Châu
Sân bay quốc tế Long Loan Ôn Châu (IATA: WNZ, ICAO: ZSWZ) (tiếng Trung: 温州龙湾国际机场; bính âm: Wēnzhōu Lóngwān Guójì Jīchǎng), tên cũ Sân bay quốc tế Vĩnh Cường Ôn Châu là sân bay chính phục vụ Ôn Châu, Chiết Giang, Trung Quốc.
Sân bay này nằm cách thành phố 24 km về phía đông nam. Đây là sân bay tấp nập thứ 19 ở Cộng hòa Nhân dân Trung Hoa.
Sân bay này được mở cửa cho sử dụng dân sự ngày 12 tháng 7 năm 1990. 

## Năng lực
Sân bay này có thể phục vục các loại máy bay lớn như Boeing 767 và Airbus A300. Sảnh đi rộng 12.000 m². Bãi đỗ rộng 73.000 m².

## Các hãng hàng không và các điểm đến

### Hành khách
| Hãng hàng không                                         | Các điểm đến |
| ------------------------------------------------------- | --- |
| 9 Air                                                   | Quảng Châu, Harbin |
| Air China                                               | Bắc Kinh-Thủ đô, Thành Đô, Trùng Khánh, Quý Dương, Kunming, Seoul-Incheon, Thượng Hải-Phố Đông, Đài Loan-Đào Viên, Tây An, Yinchuan |
| Asiana Airlines                                         | Thuê chuyến theo mùa: Seoul-Incheon |
| Cambodia Angkor Air                                     | Thuê chuyến: Siem Reap |
| Chengdu Airlines                                        | Thành Đô, Nam Ninh, Vũ Hán, Zunyi |
| China Eastern Airlines                                  | Bangkok-Suvarnabhumi, Bắc Kinh-Thủ đô, Đà Nẵng, Quảng Châu, Jeju, Osaka-Kansai, Kunming, Lanzhou, Qingdao, Rome-Fiumicino, Sanya, Thượng Hải-Hồng Kiều, Thượng Hải-Phố Đông, Shantou, Shizuoka, Taiyuan, Vũ Hán, Xi'an, Zhangjiajie, Trịnh Châu-Tân Trịnh |
| China Southern Airlines                                 | Changsha, Quảng Châu, Guilin, Quý Dương, Lanzhou, Shenzhen, Urumqi, Xining, Trịnh Châu-Tân Trịnh |
| China Southern Airlines vận hành bởi Chongqing Airlines | Trùng Khánh |
| China United Airlines                                   | Bắc Kinh-Nam Uyển |
| Dragonair                                               | Hong Kong |
| Hainan Airlines                                         | Bắc Kinh-Thủ đô, Trùng Khánh, Quảng Châu, Shenzhen, Urumqi, Vũ Hán, Tây An |
| Hebei Airlines                                          | Shijiazhuang |
| Juneyao Airlines                                        | Trường Sa (Hồ Nam), Đại Liên, Quý Dương, Sanya, Thượng Hải-Hồng Kiều |
| Jetstar Pacific                                         | Hải Phòng |
| Mandarin Airlines                                       | Đài Bắc-Tùng Sơn |
| New Gen Airways                                         | Bangkok - Donmuang |
| Ruili Airlines                                          | Kunming, Nam Ninh |
| Shandong Airlines                                       | Tế Nam, Qingdao, Thâm Quyến, Zhuhai |
| Shanghai Airlines                                       | Quảng Châu, Haikou, Thượng Hải-Phố Đông |
| Shenzhen Airlines                                       | Quảng Châu, Tam Á, Thẩm Dương, Thâm Quyến |
| Sichuan Airlines                                        | Trường Sa (Hồ Nam), Thành Đô, Trùng Khánh, Quý Dương, Harbin, Kunming, Tam Á |
| Thai AirAsia                                            | Thuê chuyến: Bangkok-Don Mueang |
| T'way Airlines                                          | Thuê chuyến: Jeju |
| Tianjin Airlines                                        | Dalian, Fuyang, Linyi, Thanh Đảo, Tianjin, Tây An |
| T'way Airlines                                          | Seoul-Incheon Thuê chuyến: Jeju |
| Vietnam Airlines                                        | Đà Nẵng Thuê chuyến theo mùa: Nha Trang |
| West Air                                                | Trịnh Châu-Tân Trịnh |